# Spånga IS
Spånga idrottssällskap, oft abgekürzt mit Spånga IS, ist ein schwedischer Fußballverein aus Spånga, einem Stadtbezirk von Stockholm. Die Mannschaft spielte sechs Spielzeiten in der zweiten schwedischen Liga.

## Geschichte
Spånga IS gründete sich am 6. September 1929 als allgemeiner Sportverein. Der Verein hatte unter anderem Abteilungen für Handball, Skifahren, Bandy, Eishockey und Fußball.
Die Fußballmannschaft des Vereins spielte lange Zeit im unterklassigen Ligabereich. Nachdem sie 1968 aus der Drittklassigkeit abgestiegen war, gelang ihr 1970 der Wiederaufstieg. Auf Anhieb gelang der Mannschaft der Staffelsieg in der Division 3 Östra Svealand, so dass der Klub in den Aufstiegsspielen zur zweiten Liga antreten durfte. Dort gelang nach einem Sieg und einem Unentschieden der erste Platz vor Kungshamns IF und Västerås SK und damit der erstmalige Aufstieg in die Zweitklassigkeit. Als Tabellenvorletzter der Staffel Mellersta beendete der Klub die Zweitligaspielzeit 1972 auf einem Abstiegsplatz und stieg mitsamt IFK Arvika, BK Derby und Tidaholms GIF wieder ab.
Spånga IS setzte sich nach dem Abstieg im vorderen Bereich der dritten Liga fest. Nachdem die Mannschaft 1979 hinter IF Brommapojkarna den zweiten Platz belegt hatte, gelang im folgenden Jahr als Staffelsieger der erneute Einzug in die Aufstiegsrunde. Nach einem Sieg gegen Norsjö IF und einem Unentschieden gegen Gammelstads IF verhalf ein verwandelter Elfmeter in der Nachspielzeit im abschließenden Spiel gegen Ope IF die Mannschaft zum zweiten Platz, da mit dem vierten Punkt die mit dem besseren Torverhältnis ausgestattete Mannschaft von Gammelstads IF um einen Punkt überflügelt wurde. Erneut verpasste die Mannschaft jedoch den Klassenerhalt in der zweiten Liga. In der Spielzeit 1983 gelang erneut der Staffelsieg, dieses Mal scheiterte der Klub an Norrby IF im Relegationsspiel. Als Tabellendritter überstand er 1985 eine Ligareform in der dritten Liga. 1990 spaltete sich der Klub auf, wobei die einzelnen Abteilungen eigenständige Vereine bildeten. 
Der Fußballverein Spånga IS schaffte 1991 die Qualifikation zur Herbstrunde der zweiten Liga, in der erstmals der Klassenerhalt in der zweiten Liga gelang. In den folgenden Jahren spielte die Mannschaft gegen den Abstieg. 1993 retteten vier Punkte Vorsprung auf den von IK Sirius belegten Relegationsplatz, ein Jahr später musste man mit Kiruna FF und Spårvägens FF aus der Nordstaffel absteigen. In der dritten Liga gelang zwar der fünfte Platz, wegen finanzieller Unregelmäßigkeiten musste der Klub jedoch zwangsabsteigen. 1997 gelang die Rückkehr in die dritte Liga, wo die Mannschaft bis zum erneuten Abstieg Ende 2000 spielte. In den folgenden Jahren etablierte sie sich im Mittelfeld der vierten Liga, ehe sich als Tabellenfünfte in der Spielzeit 2005 Opfer einer Ligareform wurde und in die Fünftklassigkeit abstieg. Ende 2008 stieg der Klub in die viertklassige Division 2 auf, belegte aber in der Staffel Östra Svealand als Tabellenelfter einen Abstiegsplatz. 2010 stieg der Klub in die Sechstklassigkeit ab.
Die Eishockeyabteilung spielt seit vielen Jahren in der Division 2, der vierthöchsten schwedischen Spielklasse.